# Cataldo Amodei
Pour les articles homonymes, voir Amodei.
Cataldo Vito Amodei (Sciacca, 6 mai 1649 – Naples, 13 juillet 1693) est un compositeur italien.

## Biographie
Amodei est né à Sciacca, dans la province d'Agrigente, l'avant-dernier de six enfants d'une famille d'origine génoise.
Il a étudié avec le maître de chapelle le plus important de la ville, le violoniste Accursio Giuffrida, de formation romaine.
Son talent l'a conduit bientôt à chercher sa chance à Naples. Son arrivée dans cette ville se situe entre 1670, quand il était encore actif à l'église de la Pietà de Sciacca, et 1679, quand il publie son Opera Prima, le Primo libro de'Mottetti a due, tre, quattro, e cinque voci.
Il embrassé la vie ecclésiastique et a bientôt occupé des postes prestigieux: professeur au conservatoire de Sant'Onofrio a Porta Capuana  (1680-1688), maître de chapelle à la Basilique San Paolo Maggiore (l'église la plus importante de l'Ordre des Théatins) et au Collège de Saint-Thomas d'Aquin, professeur et chef de chœur au Conservatoire de Santa Maria di Loreto (1687-1689).
Il est resté chez les pères théatins, jusqu'à sa mort, qui est survenue en 1693.
Ses compositions incluent de la musique religieuse telle que oratorios, motets et cantates.